# 테레빈유
테레빈유(terebene油)는 투르펜틴(Turpentine)을 포함하고 있는 기름으로 소나무에서 얻는 액체광물로, 미술전문점이나 화공방에서 살 수 있다. 그것으로 미술, 만들기 등으로 사용하며, 티셔츠, 편지지 등을 직접 프린트할 수 있다. 몸에도 직접 발라 사용할 수 있다.

## 테레빈 유
테레빈 유(terebene油)는 송진을 수증기로 증류하여 얻는 정유. 맛이 시고 특이한 향기가 나는 무색 또는 연한 노란색의 끈끈한 액체로, 용제ㆍ합성 장뇌ㆍ페인트ㆍ구두약 따위를 만드는 데 쓰인다. 투르펜틴기름(turpentine기름)이라고도 한다.

## 테레빈유 중독
테레빈유 중독(terebene油中毒)은 투르펜틴(Turpentine)을 포함하고 있는 기름에 의한 중독으로 테레빈유를 먹거나 흡입함으로써 발생하는 중독증이다. 콩팥 기능 부족. 호흡 곤란, 혈변, 혈뇨, 눈ㆍ입ㆍ목 부위의 통증 등이 발생하며 심하면 심장 마비가 유발될수있다고 알려져있다. 투르펜틴기름중독(turpentine기름中毒)이라고도 하며 투르펜틴 기름에 의한 중독은 또한 혈뇨, 단백뇨, 혼수 따위의 증상이 나타난다. 소변은 보랏빛을 띠기도 한다.

## 같이 보기
- 식물유